# Parafia Najświętszego Serca Pana Jezusa w Gryficach
Parafia pw. Najświętszego Serca Pana Jezusa w Gryficach – parafia należąca do dekanatu Gryfice archidiecezji szczecińsko-kamieńskiej, metropolii szczecińsko-kamieńskiej, Kościoła rzymskokatolickiego. Parafia obejmuje część miasta Gryfice. Erygowana została 28 grudnia 1914 r. pw. (niem. Heiligsten Herzen Jezu, pol. Najświętszego Serca Jezusa).

## Historia
Od 6 października 1945 r. do 10 sierpnia 1977 r. była parafią pod nieco zmienionym wezwaniem – zawiadywana przez księży Zgromadzenia zakonnego Księży Chrystusowców. Po opuszczeniu Gryfic przez zgromadzenie w 1975 r. erygowano nową parafię pw. Wniebowzięcia Najświętszej Maryi Panny przy kościele Mariackim. Parafia pw. NSPJ rozpoczęła nową drogę duszpasterską, w obrębie innych granic parafialnych.

## Miejsca święte

### Kościoły filialne i kaplice
- Kaplica w DPS w Gryficach
- Kaplica w szpitalu w Gryficach
- Kościół pw. Miłosierdzia Bożego w Przybiernówku

## Obszar parafii

### Miejscowości i ulice
W granicach parafii znajdują się miejscowości:
- Gryfice (teren południowo-zachodni i zachodni miasta)
- Zielin,
- Grądy,
- Rzęskowo,
- Przybiernówko,
- Niekładź.